# Токи, Дзэммаро
Дзэммаро Токи (яп. 土岐 善麿; 8 июня 1885 года, Токио — 14 апреля 1980 года) — японский поэт, журналист и педагог.
Также известен под псевдонимом Аика Токи (яп. 土岐 哀果).

## Биография
Родился 8 июня 1885 года в семье буддийского священника в Токио. Отец мальчика — Токи Дзэнсё — сам был поэтом, мастером жанра рэнга.
В 19 лет Дзэммаро поступил в университет Васэда на факультет английского языка и литературы, где познакомился с поэтами Бокусуем Вакаямой и Хакусю Китахарой. В это же время сам увлёкся поэзией, выбрав в наставники поэта танка Канэко Кунъэна (яп. カネコ クンエン).
После окончания в 1908 году университета устроился на работу в газету «Ёмиури симбун», из которой перешёл после Первой мировой войны в «Асахи симбун», в которой уже проработал до 1940 года.
После Второй мировой войны преподавал древнюю японскую литературу в университете Васэда, был директором Токийской городской библиотеки, преподавал японскую литературу в Мусасино Дзёси Дайгаку. С 1949 по 1961 год был главой Совета по национальному языку и принимал участие в обсуждении реформы японского языка.
В дальнейшем активно занимался исследованиями древних японской и китайской литератур, а также драматургией театра Но.
Скончался 14 апреля 1980 года. Похоронен на кладбище при храме Токодзи (яп. 東江寺) в Токио.

## Творчество
В творчестве экспериментировал с классическими японскими твёрдыми формами: писал танка вне установленной метрики и в три строки, использовал для записи латинский алфавит — вероятно, как инструмент для внедрения новаторских взглядов в японскую литературу. Как результат этих экспериментов, выпустил в 1910 году написанный латиницей сборник «Смех сквозь слёзы» (Nakiwarai). Сборник привлёк внимание Такубоку Исикавы, который подружился с Дзэммаро Токи, и в дальнейшем они оба оказали сильное влияние на творчество друг друга. Оба продолжали эксперименты с латиницей, и в 1911 году Токи выпустил новый сборник — «Легенды» (Mukasibanasi).
После смерти Исикавы в 1912 году Дзэммаро Токи начал писать японским письмом и опубликовал впоследствии ещё более тридцати поэтических сборников.